# 蛭田悠希
蛭田 悠希（ひるた ゆうき、1998年〈平成10年〉9月24日 - ）は日本の元サッカー選手、経営者、実業家、投資家。

## 略歴
中学卒業後にニュージーランドのCambridge High Schoolに入学。高校2年生のとき、Waibop Unitedのユースチームに加入し、サッカーの腕を磨いた。高校では、ニュージーランドのサッカー全国大会であるNew Zealand Nationalsに出場し、準優勝を果たす。
高校3年生のときには、ニュージーランド2部リーグのCambridge FCに加入。再び全国大会に出場し、4位の成績を残す。高校卒業後、Melville United AFCに入団し、さらなる成長を遂げた。2017年には、Hamilton Wanderers AFCに移籍し、引き続きプレーを続けた。
その後、タイに移住し、2021年にYKH Japan co.ltdを設立。1号店となるEl Marをバンコクにオープンし、ビジネスの世界に進出した。

## 人物
普段は明るく誰とでも仲良くしているが試合中は気性が荒く退場になることも多くあった。私生活では問題行動を多々起こしており出場停止を何回も言い渡されている。